# Psittacara strenuus
Il conuro del Pacifico (Psittacara strenuus (Ridgway, 1915)) è un uccello della famiglia degli Psittacidi, diffuso in Messico e Nicaragua.